# Mucuna calophylla
Mucuna calophylla là một loài thực vật có hoa trong họ Đậu. Loài này được W.W.Sm. miêu tả khoa học đầu tiên.